# Асука-Фудзівара
Асука-Фудзівара: Археологічні пам'ятки стародавніх столиць Японії та пов'язані з ними об'єкти — це кластер археологічних пам'яток у столицях кінця шостого — початку восьмого століть Асука та Фудзівара-кьо, префектура Нара, Японія, і навколо них. У 2007 році двадцять вісім об'єктів було подано разом для майбутнього включення до Списку Світової спадщини ЮНЕСКО відповідно до критеріїв ii, iii, iv, v та vi. Наразі подання внесено до попереднього списку.
Із 2011 року культурний ландшафт глибинки Асука охороняється як один із культурних ландшафтів Японії. Територія площею 60 га також охороняється в межах історичного національного урядового парку Асука. Відповідні артефакти зберігаються в історичному музеї Асуки.

## Місця
| Місце                                                                            | Муніципалітет | Коментарії | Зображення | Координати                                                                    |
| -------------------------------------------------------------------------------- | ------------- | --- | ---------- | ----------------------------------------------------------------------------- |
| Ісібутай Кофун 石舞台古墳 Ishibutai kofun                                        | Асука         | C7 kofun; найбільший камінь важить понад сімдесят п'ять тонн; Особливе історичне місце |            | 34°28′01″ пн. ш. 135°49′34″ сх. д. / 34.46686286° пн. ш. 135.82612794° сх. д. |
| Гробниця Такамацудзука 高松塚古墳 Takamatsuzuka kofun                            | Асука         | Особливе історичне місце з настінними розписами національного скарбу (відокремлене у 2007 році) та могильний інвентар ВКП |            | 34°27′44″ пн. ш. 135°48′22″ сх. д. / 34.46226847° пн. ш. 135.80619935° сх. д. |
| Могила Кітора キトラ古墳 Kitora kofun                                            | Асука         | Особливе історичне місце з настінними розписами в чотирьох напрямках і астрономічною картою, також нещодавно відокремлене |            | 34°27′04″ пн. ш. 135°48′19″ сх. д. / 34.4510899° пн. ш. 135.80516226° сх. д.  |
| Кавара-дера 川原寺跡 Kawaradera ato                                              | Асука         | Історичне місце та храмовий комплекс з черепицею, яка є «одною з найкрасивіших, коли-небудь виготовлених у Японії» |            | 34°28′21″ пн. ш. 135°49′03″ сх. д. / 34.47249006° пн. ш. 135.81740826° сх. д. |
| Даян-дзі 大官大寺跡 Daikandaiji ato                                              | Асука         | Історичне місце та попередник Даян-дзі |            | 34°29′18″ пн. ш. 135°49′05″ сх. д. / 34.48844301° пн. ш. 135.81818651° сх. д. |
| Асагаоцука Кофун 牽牛子塚古墳 Asagaotsuka kofun                                  | Асука         | Історичне місце із могильним інвентарем ВКП |            | 34°27′59″ пн. ш. 135°47′32″ сх. д. / 34.46638486° пн. ш. 135.79233279° сх. д. |
| Накаояма Кофун 中尾山古墳 Nakaoyama kofun                                        | Асука         | Історичне місце |            | 34°27′51″ пн. ш. 135°48′22″ сх. д. / 34.46422182° пн. ш. 135.8059738° сх. д.  |
| Сакафуне Ісі 酒船石遺跡 Sakafune-ishi iseki                                      | Асука         | Історичне місце |            | 34°28′32″ пн. ш. 135°49′24″ сх. д. / 34.47555984° пн. ш. 135.82345272° сх. д. |
| Дзорін-дзі 定林寺跡 Jōrinji ato                                                  | Асука         | Історичне місце |            | 34°28′01″ пн. ш. 135°48′46″ сх. д. / 34.46688944° пн. ш. 135.81272012° сх. д. |
| Асука-дера 飛鳥寺跡 Asukadera ato                                                | Асука         | Історичне місце |            | 34°28′43″ пн. ш. 135°49′14″ сх. д. / 34.4784979° пн. ш. 135.82058527° сх. д.  |
| Межа Тачібана-дера 橘寺境内 Tachibanadera keidai                                 | Асука         | Історичне місце |            | 34°28′12″ пн. ш. 135°49′04″ сх. д. / 34.47008648° пн. ш. 135.81773828° сх. д. |
| Іваяма Кофун 岩屋山古墳 Iwayayama kofun                                          | Асука         | Історичне місце |            | 34°27′57″ пн. ш. 135°47′51″ сх. д. / 34.46571205° пн. ш. 135.79763412° сх. д. |
| Палац Ітабукі 伝飛鳥板蓋宮跡 den Asuka Itabuki no miya ato                       | Асука         | Історичне місце та один з імператорських палаців, коли столиця була в Асуці |            | 34°28′24″ пн. ш. 135°49′16″ сх. д. / 34.47337281° пн. ш. 135.82100944° сх. д. |
| Асуки Мізуочі 飛鳥水落遺跡 Asuka Mizuochi iseki                                  | Асука         | Історичне місце |            | 34°28′49″ пн. ш. 135°49′06″ сх. д. / 34.48035257° пн. ш. 135.81829106° сх. д. |
| Палац Інабучі 飛鳥稲淵宮殿跡 Asuka Inabuchi kyūden ato                           | Асука         | Історичне місце |            | 34°27′47″ пн. ш. 135°49′20″ сх. д. / 34.46299334° пн. ш. 135.82229861° сх. д. |
| Марукояма Кофун マルコ山古墳 Marukoyama kofun                                    | Асука         | Історичне місце |            | 34°27′39″ пн. ш. 135°47′26″ сх. д. / 34.46096019° пн. ш. 135.79068029° сх. д. |
| Майстерня ставків Асуки 飛鳥池工房遺跡 Asuka-ike kōbō iseki                      | Асука         | Історичне місце та державна майстерня, що виробляє вироби із золота, срібла, бронзи та заліза, а також лаковані вироби; також монетний двір                                                                                               |            | 34°28′38″ пн. ш. 135°49′21″ сх. д. / 34.47728182° пн. ш. 135.82244459° сх. д. |
| Хінокума-дера 檜隈寺跡 Hinokumadera ato                                          | Асука         | Історичне місце та одержувач у 686 році тридцятирічної субсидії на утримання ста домогосподарств, як зазначено у хроніці Ніхон Сьокі |            | 34°27′24″ пн. ш. 135°48′11″ сх. д. / 34.456757° пн. ш. 135.803116° сх. д.     |
| Ставки палацу Асука 飛鳥京跡苑池 Asuka-kyō ato enchi                             | Асука         | Історичне місце та місце мальовничої краси, пара ставків у садах, що простягаються на 80 метрів на схід-захід і принаймні на 230 метрів на північ-південь і пов'язані з палацом Ітабукі                                                   |            | 34°28′30″ пн. ш. 135°49′07″ сх. д. / 34.474987° пн. ш. 135.818604° сх. д.     |
| Ока-дера 岡寺跡 Okadera ato                                                      | Асука         | Історичне місце |            | 34°28′18″ пн. ш. 135°49′41″ сх. д. / 34.47165872° пн. ш. 135.82804543° сх. д. |
| Ямада-дера 山田寺跡 Yamadadera ato                                               | Сакурай       | Особливе історичне місце з добре збереженими дерев'яними коридорами ВКП, виявленими в 1982 році |            | 34°29′03″ пн. ш. 135°49′48″ сх. д. / 34.48404558° пн. ш. 135.83012668° сх. д. |
| Фудзівара-кьо 藤原宮跡 Fujiwara-kyū seki                                         | Касіхара      | Особливе історичне місце та колишня столиця |            | 34°30′08″ пн. ш. 135°48′26″ сх. д. / 34.50222329° пн. ш. 135.80732073° сх. д. |
| Мото Якусі-дзі 本薬師寺跡 Moto Yakushiji ato                                     | Касіхара      | Особливе історичне місце та попередник Якусі-дзі; заснований імператором Темму для відновлення імператриця Дзіто |            | 34°29′34″ пн. ш. 135°48′00″ сх. д. / 34.49266238° пн. ш. 135.7999852° сх. д.  |
| Уеяма Кофун 植山古墳 Ueyama kofun                                                | Касіхара      | Історичне місце, розкопане під час досліджень зміни маршруту міських доріг, що складається з двох прямокутних курганів завдовжки приблизно 13 м із кам'яними камерами на пагорбі розміром 40×27 м; різних дат будівництва в кінці C6 і C7 |            | 34°28′35″ пн. ш. 135°48′14″ сх. д. / 34.47635104° пн. ш. 135.80402341° сх. д. |
| Маруяма Кофун 丸山古墳 Maruyama kofun                                            | Касіхара      | Історичне місце, досліджене Вільямом Гоулендом, прямокутна камера з двома саркофагами, довгим коридором і кам'яним дахом вагою понад сто тонн                                                                                             |            | 34°28′36″ пн. ш. 135°47′53″ сх. д. / 34.47661917° пн. ш. 135.79816017° сх. д. |
| Сьобуіке Кофун 菖蒲池古墳 Shōbuike kofun                                         | Касіхара      | Історичне місце та прямокутний курган C7 із двома саркофагами |            | 34°28′21″ пн. ш. 135°48′28″ сх. д. / 34.47263012° пн. ш. 135.80771678° сх. д. |
| Фудзівара-кьо проспект Судзаку 藤原京朱雀大路跡 Fujiwara-kyō seki Suzaku-ōji ato | Касіхара      | Історичне місце (див. також Судзакумон) |            | 34°29′46″ пн. ш. 135°48′27″ сх. д. / 34.49613691° пн. ш. 135.80745531° сх. д. |
| Три гори Ямато 大和三山 Yamato sanzan                                            | Касіхара      | Місце мальовничої краси та мейшо, яке відзначають у японській поезії |            | 34°30′54″ пн. ш. 135°48′20″ сх. д. / 34.51488847° пн. ш. 135.80560453° сх. д. |